# Lichmera
Lichmera là một chi chim trong họ Meliphagidae.